# Stefan Woźniakowski

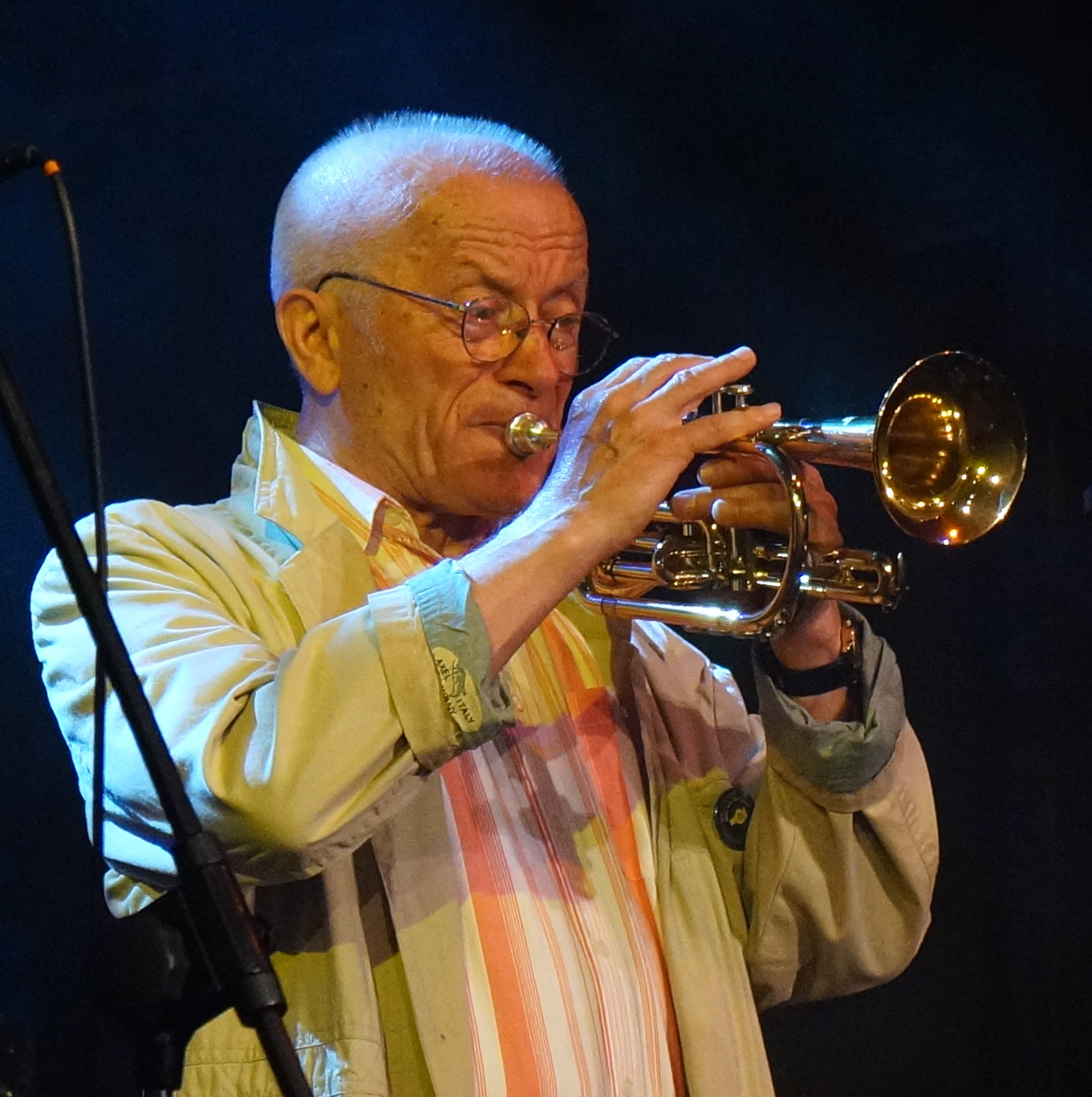
Stefan Woźniakowski (2016)

Stefan Woźniakowski (ur. 1941) – polski muzyk jazzowy, grający na trąbce.
Swoją karierę z jazzem tradycyjnym rozpoczął jako trębacz w 1959 roku w zespole Bady Bolden Band. W latach 1970–1991 współpracował z orkiestrą Vistula River Brass Band. Od 1991 do 1993 roku grał w grupie Blues Fellows Dixieland Group, a następnie w latach 1993–1995 w Stompin’ Jazz. Od 1995 do 2007 roku grał w grupie Blues Fellows Swingin’s Band oraz w reaktywowanym Blues Fellows Dixieland Group. Od 2007 roku podjął współpracę z Dixie Warsaw Jazzmen.
Występował na festiwalach jazzowych w kraju i za granicą, m. in „Jazz nad Odrą” (1975), „Jazz Jamboree” (1975-77), „Hannowerjazztage” (1977 i 1978), „Krajowy Festiwal Piosenki Polskiej w Opolu” (1975). Brał także udział w cyklicznych imprezach „Jazz w Filharmonii”.
Podczas „Old Jazz Meeting” w latach 1974 i 1975 został wraz z zespołem Vistula River Brass Band wyróżniony nagrodą miesięcznika „Jazz”, a w 1976 i 1977 roku otrzymali nagrodę jako najlepszy zespół jazzu tradycyjnego.
Występował niemal w całej Europie począwszy od byłego ZSRR po Szwecję, Danię, Anglię, Francję, Belgię, Holandię, RFN i dawną NRD i Czechosłowację, Szwajcarię oraz Austrię, Bułgarię i Grecję.